# أيريك بيركيلوند
أيريك بيركيلوند (بالنرويجية البوكمول: Eirik Birkelund)‏ هو لاعب كرة قدم نرويجي في مركز الوسط، ولد في 13 يناير 1994 في برغن في النرويج. شارك مع منتخب النرويج تحت 17 سنة لكرة القدم ومنتخب النرويج تحت 19 سنة لكرة القدم. أما مع النوادي، فقد لعب مع نادي بران ونادي سانت إتيان ونادي سوغندال لكرة القدم.

## وصلات خارجية
- أيريك بيركيلوند على موقع اتحاد النرويج (النرويجية)
- أيريك بيركيلوند على موقع قاعدة بيانات كرة القدم.إي يو (الإنجليزية)
- أيريك بيركيلوند على موقع Soccerway.com (الإنجليزية)